# Calze de lotus
El Calze de lotus o Calze d'alabastre, anomenat Copa dels desigs per Howard Carter, prové de la tomba de l'antic faraó egipci Tutankamon de la Dinastia XVIII. L'objecte (troballa 014) s'exposa al Museu Egipci del Caire (JE 67465 i GEM 36). Més tard, el traslladaren al nou Gran Museu Egipci.

## Descobriment
La tomba del jove rei (KV62) la va descobrir gairebé intacta a la Vall dels Reis, a l'oest de Tebes, Howard Carter el 4 de novembre del 1922. El Calze de lotus fou un dels primers objectes que Carter i els seus excavadors trobaren en entrar a la tomba; el recipient estava en terra, dins l'avantcambra. Aquesta no n'era la posició original: degué quedar allí oblidat pels saquejadors en abandonar la tomba.  

## Material i significat

Heh agenollat sobre el símbol neb amb els símbols de l'infinit: anell shen, capgrossos i branca de palma

El Calze de lotus està tallat en una única peça d'alabastre. La copa té forma de lotus blanc en floració, identificat pels pètals arredonits. Les anses dels costats tenen forma de flors de lotus blaus, coronades amb capolls amb el déu Heh segut damunt una cistella (símbol neb) a les puntes dels pètals. En totes dues mans, Heh duu la branca d'una palma amb osques per a comptar els anys; cada palma recolza damunt el llom d'un capgròs segut en un anell shen. A l'extrem superior de cada branca de palma hi ha un símbol ankh, el signe de la vida. Aquesta és una representació del déu del "milió d'anys", el déu de l'infinit i l'eternitat: el raquis de la palma és el jeroglífic de l'any; el capgròs representa 100.000 anys i l'anell shen l'eternitat. Una imatge del déu agenollat era el jeroglífic del número "un milió". El mateix motiu apareix en altres indret de la tomba, com ara el respatller de la cadira de cedre (JE 62029, núm. 87). És per això que el calze simbolitza la vida infinita i eterna del rei Tutankamon.
El lotus és important en la mitologia egípcia perquè té relació amb el naixement del déu Sol, que va emergir d'un lotus, després que aquest emergís sobre les aigües del Nun, el gran oceà primordial. Per tant, el nom del rei al centre de la flor blanca oberta simbolitza el seu renaixement. Aquesta iconografia es veu més clarament al Cap de Nefertum, que representa Tutankamon emergint del lotus primigeni com el déu Sol nounat.

## Inscripcions

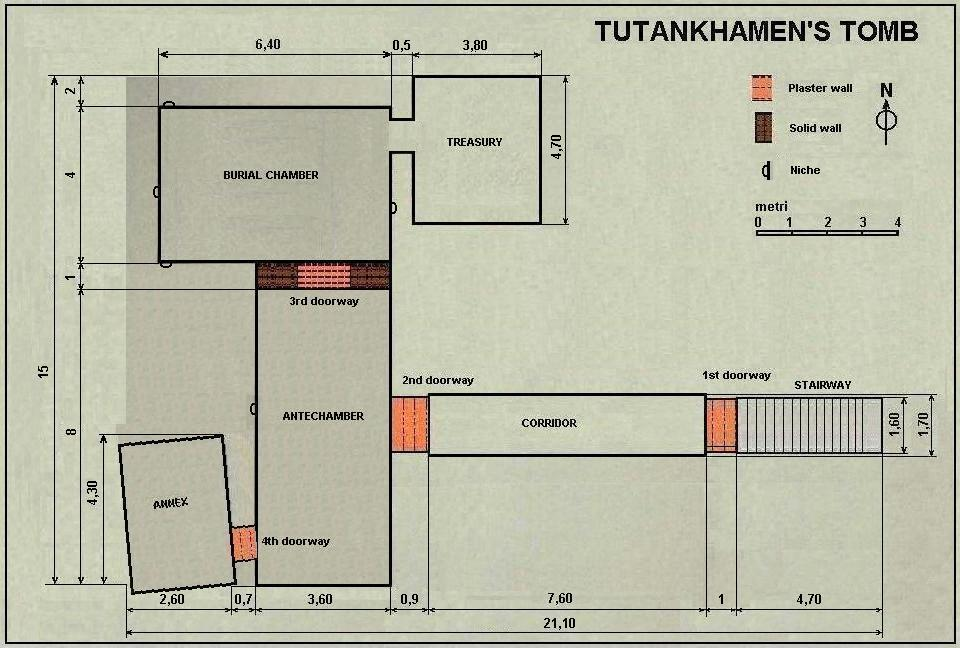
Plànol de planta de KV62

Les inscripcions estan gravades i farcides de pigment blau. Howard Carter copià les inscripcions i va demanar a Alan Gardiner que li'n proporcionàs una traducció per a publicar-la. El lotus principal, que forma la copa reial, té al centre davanter el nom de tron del rei 'Nebjeperura' i el seu nom de Sa-Ra o nom personal 'Tutankamón' inscrit amb l'epítet 'estimat d'Amon, senyor dels Trons de les Dues Terres i senyor del cel, donant vida per sempre'. L'escriptura es llegeix de dreta a esquerra.
La inscripció escrita a la vora del calze s'ha de llegir en dues direccions. D'esquerra a dreta, començant amb l'ankh central, hi ha el títol quíntuple complet de Tutankamon:
Que [ell] visca, l'Horus Toro Fort, bell de naixement, les Dues Dames Belles de Lleis, que pacifica les Dues Terres, l'Horus d'Or Exaltat de Corones, que aplaca els déus, Rei de l'Alt i Baix Egipte i el Senyor de les Dues Terres Nebjeperura, donada la vida.
De dreta a esquerra, començant amb el símbol ankh, diu açò:
Que visca la teua ka, que dures milions d'anys, tu que estimes Tebes, assegut de cara al vent del nord, amb els ulls contemplant la felicitat.
Per aquesta darrera inscripció, Howard Carter va anomenar el Calze de lotus la "Copa dels desigs del rei". La inscripció del desig del calze de lotus se cita en la segona làpida de Howard Carter.

## Exposició
A més d'exposar-se en el Museu d'Antiguitats Egípcies del Caire, el Calze de lotus fou una de les troballes originàries seleccionades per a la primera exposició temporal de l'aixovar funerari de Tutankamon. També estigué en l'exposició número 39 itinerant mundial Tresors de Tutankamon.